# Preap Sovath
Preap Sovath (ព្រាប សុវត្ថិ) (también escrito como Preap Savat) (nacido el 25 de mayo de 1975) es un cantante de Camboya. Fue registrado bajo las producciones de la empresa camboyana Rasmey Cuelgue Meas.
Preap Sovath realiza un estilo musical conocido como karaoke kamae (ខារ៉ាអូខេខ្មែរ), "karaoke jemer". El nombre de dicho estilo se debe a que la mayoría de las ventas son realizadas en VCD en lugar de CD y todos los clips de películas VCD, incluyen letras subtituladas al estilo karaoke.
Preap Sovath evita en general hacer canciones tradicionales jemer y estilos musicales. Se centra en aires modernos y en el estilo de vida juvenil. Aparece con frecuencia en programas de televisión, conciertos y presentaciones en clubes nocturnos, especialmente de Phnom Penh. También ha lanzado un álbum recopilatorio titulado "Do Re Mi" con la vocalista y modelo camboyana Kim Leakhena.

## Actuaciones en directo
Lo mejor de lo mejor: Concierto en vivo realizado anualmente desde 2004 en el Estadio Olímpico de Phnon Penh con los artistas más populares del país, que incluye a las principales figuras como Preap Sovath y Raksmey Hang Meas. El concierto es gratis para el público, en lo cual se realizan ventas de los DVD o CD para cubrir los costos.
Concierto MTV EXIT tuvo como invitado especial a Preip Sovath el 12 de diciembre de 2008 en Phnom Penh. El concierto forma parte de una campaña de sensibilización para poner fin a la explotación sexual y el tráfico humano en Asia.

## Presentaciones en el exterior
En 2006 Preap Sovath ha realizado una gira internacional por otros países, junto a otros cantantes camboyanos, y ha contado con la participación de artistas de Estados Unidos y Canadá, realizando conciertos en ciudades como Lowell, Massachusetts, Providence, Rhode Island, San Jose, California, Stockton, California, Fremont, California, Long Beach, California, Portland, Oregon, Minneapolis, Minnesota, Seattle, Washington, Dallas, Texas, Houston, Texas, Atlanta, Georgia, Montreal, Quebec y  Toronto, Ontario. En 2001 hizo un concierto Ottawa.